# Michael Carbonaro
Michael Joseph Carbonaro nació en Oakdale, Long Island, Nueva York el 28 de abril de 1976, es un actor, mago y artista. Él es conocido por su cámara oculta en un segmento en The Tonight Show, en el que engaña a clientes y les toma desprevenidos con sus ilusiones en una tienda de conveniencia. La acogida del programa le llevó a crear una serie para la televisión titulada El efecto Carbonaro estrenada el 15 de mayo de 2014 por TruTV.

## Biografía
Michael es el menor de dos hijos, su madre es enfermera y su padre electricista. Cursó sus estudios de secundaria en Connetquot High School en Bohemia, Nueva York.
Comenzó muy joven a practicar magia de forma profesional con lo que ayudó a los pagos de su universidad. Posee una licenciatura en teatro de NYU Tisch School of the Arts. Carbonaro es abiertamente gay y está casado con el actor Peter Stickles desde 2014.

## Película
- (1999) Bringing Out the Dead - Clubes Kid
- (2000) El empático - Doctor Joven # 2
- (2003) Historia de dos Pizzas - Mikey Falcone
- (2006) No es sólo otra película gay - Andy Wilson
- (2007) I Was a Creature from Outer Space (corto) - Jim
- (2011) God Bless America
- (2013) El problema con Barry

## Televisión
- (2004) Chappelle's Show, (Comedy Central) - WacArnolds Administrador
- (2006) All My Children - Drunken novio
- (2006) Guiding Light - Mago
- (2007) Law & Order: Special Victims Unit - Jeff Trapido
- (2009) 30 Rock - Camarero
- (2010) CSI: Miami - Gabe Calligan
- (2010) How to Make It in America - Marco
- (2011) Wizards of Waverly Place - Zelzar, El Robot
- (2012) iCarly -  Cameo
- (2013-2014)  The Tonight Show with Jay Leno - Magia Clerk
- (2014) El efecto Carbonaro